# Gabriele Zagati
Gabriele Zagati (Adria, 2 febbraio 1971) è un ex calciatore italiano, di ruolo attaccante.

## Carriera
Ex centravanti-ala arrivato a Cesena dalla Virtus Taglio di Po nel 1985 e fatto crescere nelle giovanili cesenati fino a esordire in Serie A. Lanciato dall'allora tecnico Marcello Lippi che lo fa esordire nella massima serie da giovanissimo, il 17 dicembre 1989 nella partita Cesena-Sampdoria (1-2). Con i bianconeri romagnoli, ha totalizzato in Serie A 11 presenze mettendo a segno anche un gol. Nella prima annata ottenne la salvezza in campionato, disputando 5 gare e realizzando un gol proprio nella sua partita d'esordio. Dopo una breve parentesi al Siena in C1, è tornato a novembre del 1990 al Cesena in serie A, con cui scende in campo solo in 6 occasioni senza segnare mai. Ha poi proseguito la carriera nei campionati minori.